# Luminessence
Luminessence è un album in studio del musicista statunitense Keith Jarrett, pubblicato nel 1975.

## Tracce
1. Numinor - 13:49
2. Windsong - 6:32
3. Luminessence - 15:23